# 肝付兼屋
肝付 兼屋（きもつき かねいえ）は、江戸時代前期の薩摩藩士。喜入肝付氏3代当主。
喜入肝付氏は肝付氏12代・肝付兼忠の三男・兼光を祖とする庶流。
元和5年（1619年）、肝付兼武の子として生まれる。寛永2年（1625年）、父の死去により家督相続する。
寛永4年（1627年）、藩主・島津家久の面前で元服する。寛永15年（1638年）、島原の乱に出陣する。寛永16年（1639年）、藩主・光久の妹を室に迎える。正保4年（1647年）、将軍・徳川家光の命で、藩主光久が武蔵王子で犬追物を開催し、射手として参加する。将軍家光、世子家綱に拝謁し時服を賜る。
慶安2年（1649年）、領内の一向宗と切支丹を禁止する。慶安4年（1651年）、小根占地頭職。承応2年（1653年）、領内に館を新設する。明暦元年（1656年）、正室の化粧領として550石を賜る。寛文2年（1662年）、大目付職となる。寛文4年（1664年）、頴娃地頭職。寛文5年（1665年）、小禰寝地頭職。寛文8年（1668年）、帖佐地頭職。
延宝3年（1675年）4月29日没。享年57。家督は嫡男・久兼が相続した。